# 希爾達金鱨
希爾達金鱨，為輻鰭魚綱鯰形目脂鱨科的其中一種，為熱帶淡水魚，分布於非洲莫三比克Buzi河下游流域，體長可達11.8公分，棲息在岩石底質水流快速的溪流底層水域，生活習性不明。

## 扩展阅读
維基物種上的相關：希爾達金鱨